# Scipione Porzio
Scipione Porzio (1538? – 1624?) è stato un filosofo, medico e scrittore italiano  attivo in Sicilia fra la seconda metà del XVI secolo e la prima metà del XVII.

## Biografia
Nell'ambito della cultura catanese del primo Seicento una figura di spicco fu quella di Scipione Porco, medico e filosofo molto celebre, che poi modificò il suo cognome in Porzio.
Nel 1561 si laureò in Medicina e Arti presso l'università di Catania; nell'ateneo cittadino tenne l'insegnamento di filosofia per circa sessant'anni: ancora nell'anno accademico 1618-19 risultava “promotore”. Conservò lucidissimo l'intelletto e la salute fino all'estrema vecchiaia. La sua data di morte è ancora incerta: prima del 1624 per il Marletta, nel 1627 per il Mongitore.
Come ricorda Pietro Carrera ne Il Mongibello (Catania, per Giov. Rossi, 1636), Porzio studiò con approccio scientifico e tramite osservazione diretta i fenomeni eruttivi dell'Etna; infatti si faceva beffe di coloro che, insensatamente, ritenevano che il fuoco del vulcano fosse quello dell'inferno.
Fu autore di due opere in lingua latina, entrambe edite a Messina. Nel 1593 diede alle stampe Primordia in arte dialectica erudiendis necessaria Scipione Portio siculo catanensi, e prima sede Gymnasii Catinensis Philosophiae interprete auctore (Messanae, apud haeredes Fausti Bufolini), un libretto che modernamente sarebbe chiamato “Questioni logiche”. Nel 1618 pubblicò l’Opus physiologum in quo varia quaesita, scituque digna hactenus controversa diligenter discussa elucidantur Scipione Portio Siculo Catanaeo (Messanae, apud Petrum Bream).
L’Opus physiologum si rivela particolarmente importante soprattutto per due motivi. In primo luogo contiene un  ritratto del filosofo; in secondo luogo permette di stabilire un termine sicuro per individuare l'anno di nascita di Scipione Porzio. Infatti la leggenda che incornicia il ritratto recita testualmente: “SCIPIO PORTIVS CATANEVS DVODENIS LVSTRIS IN CATAN. GYMNASIO PRIMVS PHILOSOPHIAE INTERPRES SUA Q AETATIS OCTOGINUARIVS”. Dunque, poiché era definito “octoginarius” nel 1618, era nato con molta probabilità nel 1538 o qualche anno più indietro.
Inoltre l'opera si apre con una sperticata lode all'autore che fu tessuta sottilmente e con acutezza tramite frasi anagrammate in latino, delle quali riportiamo quella dedicatagli da un tal don Agatino Margarita: “Hoc opvs sophos svscipit, propvit aliena” (“Questa opera sostiene i sapienti, abbatte le cose non appropriate”),  le cui lettere si ricompongono in “Scipio Portivs, vir philosophvs Catanaevs” (“Scipione Porzio, uomo filosofo catanese”).
Le questioni trattate nell'opera erano di vario tipo: 
1. se il cibo e l'assunzione del mangiare dovessero essere proibiti o meno nei giorni vietati dalla Chiesa;
2. le eruzioni dell'Etna  e le sue cause;
3. se l'arte chimica fosse davvero in grado di produrre l'oro;
4. la dottrina del primo libro sulla fisica di Aristotele;
5. la temperatura del sangue e le sue caratteristiche;
6. se la capacità senziente di distinguere il dolore, fosse più interna o esterna.

La sua passione per il gioco degli scacchi ci è nota solo grazie al Carrera, che nel suo celebre trattato del 1617 così scrisse di lui: “Scipione Portio Siciliano della Città di Catania eccellentissimo Filosofo, e celebre, come le opere di lui ne fan fede, riceveva in vantaggio il Roccone dal Baron del Biscari, co'l quale usò di giocarci gran tempo; vive hoggidì assai vecchio di età, ma giovine di salute”.